# Pär Edblom
Pär Edblom, född 31 januari 1985 i Örnsköldsvik, är en svensk före detta professionell ishockeyspelare som bland annat spelade för Örebro HK, Leksands IF och IF Troja-Ljungby.
Edblom fick en klubbspets i ögat i en match mot AIK i september 2016, något som tvingade honom till sju operationer och sedermera avsluta karriären.

## Klubbar
- Mariestad BoIS HC (2005–2007)
- IK Oskarshamn (2006–2007)
- IF Troja-Ljungby (2008–2010)
- Örebro HK  (2010–2012)
- Leksands IF (2012–2014)
- Södertälje SK (2014–2015)
- IF Björklöven (2015-2016)
- Modo Hockey (2016-2017)